# بين مكأدامز
بين مكأدامز هو محامي وسياسي أمريكي، ولد في 5 ديسمبر 1974 في ويست بونتيفول في الولايات المتحدة. نشط حزبياً في Utah Democratic Party ‏ والحزب الديمقراطي. وقد انتخب عضو مجلس النواب الأمريكي ‏ عن دائرة Utah's 4th congressional district ‏ وقد انضم خلال فترته النيابية ‏ (يناير 2019 – يناير 2021) للكتلة البرلمانية الحزب الديمقراطي وانتخب عمدة سولت ليك ‏ (7 يناير 2013 – 2 يناير 2019) وانتخب عضو مجلس ولاية يوتا ‏ (2009 – 13 نوفمبر 2012).

## وصلات خارجية
- الموقع الرسمي